# SC-04J
ドコモ スマートフォン Galaxy Feel SC-04J（ドコモ スマートフォン ギャラクシー フィール エスシーゼロヨンジェイ）は、韓国のサムスン電子によって日本国内向けに開発された、NTTドコモの第4世代移動通信システム（PREMIUM 4G）・第3.9世代移動通信システム（Xi）・第3世代移動通信システム（FOMA）対応端末である。ドコモ スマートフォン（第2期）のひとつ。

## 概要
日本向けモデルとして開発され、日本でのみ販売されている。ベースモデルは、海外で販売されている「 Galaxy A3（2016）」。「Galaxy A3（2016）」では非対応だった防水・防塵に対応しており、ストラップホールも追加されているなど、日本のユーザー向けに大幅にカスタマイズされている。また、女性でも片手操作ができるコンパクトサイズで、流行色を取り入れたカラーバリエーションとなっている。画面消灯時に不在着信ありや充電中の旨を知らせるランプは装備されていないが、『Always On Display』機能を使えば、スリープ状態のままでも、時間・曜日・日付・バッテリー残量・不在着信・未確認メッセージなどを常時表示することができる。
docomo with（※2年間の端末割引補助がなく定価での購入が前提となる代わりに、永続的に毎月1500円を割り引いてもらえる料金プラン）対象機種である。NTTドコモ執行役員プロダクト部長の森健一は、「通常、新商品が登場すると、売れ筋が変わっていくものなのに、docomo with（本サービスは既に終了している。）では相変わらずGalaxy Feelが好調で、発売から半年以上も経つのに、安定して売れ続けています。そういう意味では息の長いモデルに成長しつつあるわけです」と述べている。

## 歴史
- 2017年5月24日 - NTTドコモより公式発表[8]。
- 2017年6月15日 - 発売開始[9]。
- 2017年10月18日 - Android 8.0バージョンアップ予定機種に選定[10]。
- 2017年11月10日 - 新色「Aurora Green（オーロラグリーン）」を発売[11]。
- 2018年7月30日 - OSがAndroid 8.0にバージョンアップ[12]。

## アップデート
2017年6月21日
- より快適に利用できるよう品質を改善。

2017年7月31日
- セキュリティの更新（セキュリティパッチレベルが2017年7月に）。

2017年9月14日
- 緊急時長持ちモードを有効にした際、意図せず再起動する場合がある不具合を修正。
- セキュリティの更新（セキュリティパッチレベルが2017年8月に）。

2017年11月15日
- まれに急速充電で充電ができない場合がある不具合を修正。
- セキュリティの更新（セキュリティパッチレベルが2017年11月に）。

2018年2月6日
- 不在着信を受けた際、連絡先に登録された電話番号がロック画面に表示されない場合がある不具合を修正。
- セキュリティの更新（セキュリティパッチレベルが2018年1月に）。

2018年4月5日
- 特定操作を行うとイヤホンマイクが正常に認識されない場合がある不具合を修正。
- セキュリティの更新（セキュリティパッチレベルが2018年3月に）。

2018年5月29日
- より快適に利用できるよう品質を改善。
- セキュリティの更新（セキュリティパッチレベルが2018年5月に）。

2018年7月30日
- OSバージョンアップ（ピクチャー イン ピクチャー機能、スマートなテキスト選択、ログイン情報の入力が容易に、Always On Displayの選択デザイン追加、マイファイルの機能拡張、カメラスタンプ機能追加）。
- セキュリティの更新（セキュリティパッチレベルが2018年7月に）。

2018年9月10日
- より快適に利用できるよう品質を改善。

2018年10月29日
- より快適に利用できるよう品質を改善。
- セキュリティの更新（セキュリティパッチレベルが2018年10月に）。